# دائرة بن أحمد
دائرة بن أحمد هي إحدى دوائر إقليم سطات، التابع لجهة الدار البيضاء سطات، المملكة المغربية. تضم الدائرة 17 جماعات قروية، وبلغ عدد سكانها 173703 فرداً سنة 2004 حسب الإحصاء الرسمي للسكان والسكنى. يتبع للدائرة 43 مشيخة و288 دوار.

## تاريخ
في مايو 2018، قسمت دائرة بن أحمد إلى قسمين، دائرة بن أحمد الشمالية و دائرة بن أحمد الجنوبية.

## التقسيمات الإداريّة
تعتبر دائرة بن أحمد إحدى الدوائر المشكّلة لإقليم سطات، وهو التقسيم الإداري من المستوى الرابع المعتمد في المغرب. ينقسم إقليم سطات إلى 44 جماعات قروية تختلف من حيث السكان والمساحة، والتي بدورها تنقسم إلى مشيخات تضم عدداً من الدواوير.